# 贝赛勒弗罗芒塔勒
贝赛勒弗罗芒塔勒（法語：Bessais-le-Fromental，法語發音：[bɛsɛ lə fʁɔmɑ̃tal]）是法国谢尔省的一个市镇，位于该省南部，属于圣阿芒蒙龙区。

## 地理
贝赛勒弗罗芒塔勒（46°44'46"N, 2°45'42"E）面积25.75 平方千米，位于法国中央-卢瓦尔河谷大区谢尔省，该省份为法国中部省份，北起卢瓦雷省，西接卢瓦-谢尔省和安德尔省，南至克勒兹省，东南接阿列省，东临涅夫勒省。
与贝赛勒弗罗芒塔勒接壤的市镇（或旧市镇、城区）包括：艾奈堡、伊勒和巴尔代、瓦利尼、巴讷贡、讷伊昂丹、圣艾尼昂德努瓦耶、韦尔奈。

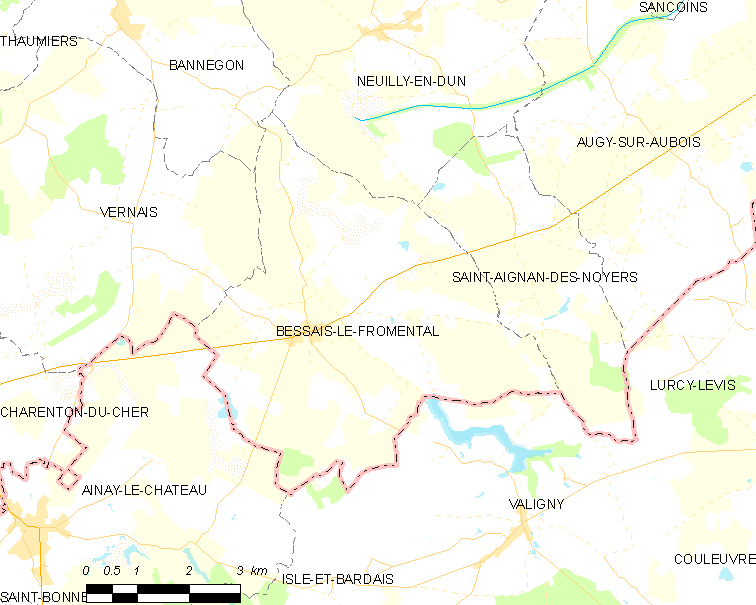
贝赛勒弗罗芒塔勒的OSM定位图

贝赛勒弗罗芒塔勒的时区为UTC+01:00、UTC+02:00（夏令时）。

## 行政
贝赛勒弗罗芒塔勒的邮政编码为18210，INSEE市镇编码为18029。

## 政治
贝赛勒弗罗芒塔勒所属的省级选区为欧龙河畔丹县。

## 人口

1962-2008年间贝赛勒弗罗芒塔勒人口变化图示

贝赛勒弗罗芒塔勒于2022年1月1日时的人口数量为293人。